# Энергетический кризис 2008 года в Центральной Азии

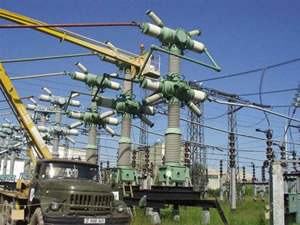
Электространция в Кыргызстане

Энергетический кризис 2008 года в Центральной Азии возник из-за нехватки энергии в Центральной Азии, что в сочетании с суровой зимой 2007-08 годов, ставшей самой холодной с 1969 года, а также высокими ценами на продукты питания и топливо, вызвало многочисленные проблемы разного рода для многих слоёв населения Аномально холодная погода привела к росту спроса на электроэнергию, что усугубило кризис. Ситуация была наиболее тяжелой в Таджикистане. Организация Объединенных Наций, НПО и Красный Крест и Красный Полумесяц обратились с международным призывом собрать около 25 миллионов долларов США для помощи правительствам. В то время ООН предупреждала, что миллионы людей столкнутся с голодом зимой 2008-09.

## Долг Всемирного банка и повышение цен в Таджикистане
В начале января 2008 года официальные лица объявили о повышении цен на электроэнергию на 20 процентов, чтобы позволить «правительству [погасить] свой долг перед Всемирным банком». По словам представителя национальной энергетической компании Barqi Tojik, ограничения станут более строгими, и ожидается, что цена на электроэнергию должна расти до 2010 года.
В апреле 2008 года Прадип Митра, главный экономист Всемирного банка по Европе и Центральной Азии, выступил с заявлением, призывая наиболее пострадавшие страны тратить больше средств на социальную помощь и «пополнять» свои социальные программы.
Тем не менее, внимание Митры по-прежнему было сосредоточено «на управлении инфляцией», предполагая, что пострадавшие страны «особенно воздерживаются от введения контроля над торговлей» (меры, недавно принятые многими странами для защиты своего населения от инфляции цен на продовольствие и обеспечения доступности продовольствия внутри страны), утверждая, что «Это может работать против поставок продовольствия в долгосрочной перспективе».

## Нехватка электроэнергии в Таджикистане
Начиная с 13 января 2008 года, многие села были снабжены электроэнергией от одного до трех часов в день, а столица Душанбе в одночасье отключала электричество для жилых районов. 26 января 2008 года Душанбе отключил электричество в местах развлечений (включая рестораны, магазины, аптеки, рынки и общественные бани), в результате чего многие предприятия и компании закрылись до весны. В городе энергией обладали лишь владельцы генераторов, а также заводы или люди, которые незаконно подключились к линиям электропередач. Ограничение было установлено до 10 февраля, однако впоследствии оно было продлено. Было только несколько исключений из ограничений, которые включали правительственные учреждения, больницы и некоторые промышленные города, такие как Турсунзаде, где находится большой алюминиевый завод. Из-за неработающей системы центрального отопления в Душанбе и других городах у жителей многоквартирных домов не было никаких других средств, кроме электричества для отопления своих домов.

## Суровая зима
Ситуация усугублялась холодной зимой, температура которой достигала −20 градусов по Цельсию. Жители Душанбе сообщили, что носили несколько курток и пальто, а все члены семьи спали под одним одеялом, чтобы делиться теплом. Всемирная продовольственная программа ООН также объявила, что ситуация с продовольствием остро ощущается как в городах, так и в сельской местности.

## Утверждения о подавлении СМИ
По состоянию на середину января 2008 года государственные СМИ не обсуждали проблему. Впоследствии в течение февраля в западных СМИ появлялись многочисленные сообщения о смерти детей в родильных домах больниц во время отключения электроэнергии. Правительство Таджикистана утверждает, что отключение электроэнергии не было причиной смерти. Тем временем гуманитарные работники и дипломаты призвали правительство объявить чрезвычайное положение. Обработка кризиса подняла вопросы о компетенции политического руководства.

## Предупреждение о голоде
3 марта 2008 года стало известно, что кризис в Таджикистане ослаблен: «С сегодняшнего дня (по крайней мере, до следующей зимы) у Душанбе не будет проблем с электричеством, и жесткий график, введенный в начале этой зимы, был отменен 1 марта 2008 года в Душанбе». Christian Science Monitor, neweurasia и другие обозреватели СМИ предсказали, что зарождающийся кризис голода перерастет в голод вследствие нехватки энергии, которая впоследствии произошла. 10 октября эксперты ООН объявили, что почти одной трети из 6,7 миллионов жителей Таджикистана не хватало еды на зиму 2008-09.

## Кризис в Кыргызстане
В Кыргызстане, также богатым гидроэнергетическими ресурсами, из-за холодной погоды спрос вырос на 10 % в сравнении с зимой 2006—2007. Это привело к истощению основного Токтогульского водохранилища.

## Кризис в Узбекистане
Начиная с конца декабря 2007 года, необычно суровая погода заморозила подачу газа во многие дома и предприятия по всему Узбекистану. В результате были проведены многочисленные демонстрации и протесты против правительства в пользу застрахованных бесперебойных поставок газа и электроэнергии. Реакция правительства была разной, и в Каракалпакстане они встретились с протестующими и пообещали исправить ситуацию, в то время как глава местного правительства Хазараспа в ответ на жалобу одной женщины отключил газ для всех домов на ее улице.
Некоторые люди в Узбекистане смогли использовать «традиционные методы» отопления, и было сообщено, что в некоторых деревнях не осталось деревьев, потому что жители срубили их, чтобы отапливать свои дома и готовить еду. Это оказало ожидаемое негативное влияние на экономику, поскольку деревья необходимы для местной шелковой промышленности, а фрукты, выращиваемые на этих деревьях, являются основным источником дохода для многих сельских жителей.

## Туркменистан
В некоторых провинциях Туркменистана сельские жители сжигали саксауловые растения, традиционный туркменский способ обогрева домов, поскольку в городах центральное отопление не могло предоставить достаточное количество тепла.